# San Francisco (2014年的字体)
San Francisco 字体是苹果公司制造的美式新无衬线字体。它于 2014年11月18日首次向开发者发布。它是苹果公司近 20 年来设计的第一款新字体，灵感来自 Helvetica 和 DIN。
为了满足苹果的“易于使用”和“核心功能”的目标，San Francisco 字体旨在满足这些目标。通过使用统一的视觉语言和设计元素，让大脑更容易识别文字，使用户能够轻松和直观地在不同苹果设备、服务和应用程序之间交互使用。
macOS Catalina 字体 Galvji 与 San Francisco 变体 SF Pro Text 几乎相似，但具有更低的前导和更大的间距。

## 变体
San Francisco 字体最初仅在 watchOS 上推出。次年的 WWDC 上，苹果将 watchOS 字体发布为 SF Compact，同时为 OS X El Capitan 和 iOS 9 引入了 SF UI（通常称为 SF）。在 macOS High Sierra 和 iOS 11 中，SF UI 被 SF Pro 接替。注意：SF 在 macOS 中的代号为 SFNS，在 iOS 中为 SFUI，无论正式名称如何。
一些变体有两种视觉尺寸：大文本的“display”和小文本的“text”。与“display”相比，“text” 中的字母具有更大的孔径和更大的字母间距。当有少过 20单位值 的字体，操作系统会自动选择“text”视觉尺寸，否则选择“display”视觉尺寸。

### SF Compact
watchOS 的操作界面字体。与 SF Pro 不同的是，它的字符圆弧更扁平，可以让字母之间有更大的间距，从而使文字在小尺寸下更清晰，这是 Apple Watch 小屏幕所需要的。 SF Compact Rounded 是 watchOS 的操作界面字体，它还包含在 macOS Sierra 和 iOS 10 中，作为新的联系人占位符图标。
- SF Compact Text 带有 9 个字重及各自的斜体。刚推出时只有 6 个字重。
- SF Compact Display 带有 9 个字重。
- SF Compact Rounded 带有 9 个字重。它是“display”版本的圆角化。

### SF Pro
macOS、iOS、iPadOS 和 tvOS 的操作界面字体。2019年1月25日，在 iOS 12.2 测试版 中发现 SF Pro Rounded，于 2019年 6月 3日 在苹果开发者网站上正式发布。
- SF Pro Text 带有 9个 字重及各自的斜体。刚推出时只有 6个 字重。
- SF Pro Display 带有 9个 字重及各自的斜体。
- SF Pro Rounded 带有 9个 字重。它是“display”版本的圆角化。

这些不同语言的字体可以在相应地区的 Apple 网站上找到：
- SF Pro AR 是阿拉伯字体。SF Pro JP 是日文字体。SF Pro KR 是韩文字体。SF Pro TH 是泰语字体。
- SF Pro SC、SF Pro TC 和 SF Pro HK 是中文字体，但它们实际上是苹方家族。

### SF Mono
等宽变体。它是在 WWDC 2016 上推出的。用于终端、 控制台（仅常规粗细）和 Xcode 应用程序的操作界面字体。它于 2019年 8月 在苹果开发者网站上正式发布。
- SF Mono 带有 6个 字重及各自的斜体。

### SF Serif （New York）
SF Serif 变体于 2018年 6月 4日 在 WWDC 2018 的主题演讲中展示，当时推出了全新的 Apple Books 应用程序。此变体是 iOS 12 中 Apple Books 独有的，因此无法下载。后来它于 2019年 6月 3日 在苹果开发者网站上以 4种 视觉尺寸和 6个 字重发布，名称为 New York。该字体包括 OpenType 功能，可用于比例和表格宽度的衬里和旧式数字。尽管苹果有一种与原始 Macintosh 的位图格式（后来转换为 TrueType 格式）同名的字体，但它与那设计无关。

### SF Hello
2016 年首次推出。它仅限于苹果员工以及获得许可的承包商和供应商，因此无法供公众使用。这种变体似乎是介于 SF Pro Text 和 SF Pro Display 之间的中间视觉尺寸； 然而，一些字符被调整，并且字母间距是专门为打印而不是在屏幕上显示而调整的。

### SF Condensed
SF Pro 的紧缩版。在 Apple Stocks 应用程序中使用。还有一个名为 SF Condensed Photos 的版本，它仅在照片应用程序和小部件中显示为精选相册的标题。与“SF Shields Condensed-Bold”相比，SF Condensed Photos 的宽度和间距更小，孔径更小，尤其是字母“c”在尾端的间隙比任何其他变体更小。
- SF Condensed Text 有 6个 字重。
- SF Condensed Display 有 9个 字重。

### SF Cash
可在 iMessage 的苹果支付应用程序中找到。它包括一个名为“SF Cash Chiseled”的轮廓设计的SVG彩色字体，一个名为“SF Cash Plain”的普通版本，以及“SF Cash Text Condensed Semibold”，它看起来比“SF Condensed Text Semibold”更紧缩。

### SF Shields
SF Shields 首次出现在 iOS 12.1 中，并隐藏在 GeoServices 缓存文件夹中。它也可以在 macOS Mojave 的 GeoServices 缓存中找到。“SF Shields Semicondensed-Bold”比SF Condensed Display-Bold更紧缩，“SF Shields Condensed-Bold”比“SF Shields Semicondensed-Bold”更紧缩，“SF Display Shields Compressed-Bold”是最紧缩的。
从 iOS 和 iPadOS 15 第一个开发者测试版开始，地图应用程序被注意到使用一种字体来标示二级或更低的行政区划，该字体与“SF Shields Condensed-Bold”几乎相同，但尚未验证。 但似乎这种字体早先在地图应用程序中用于某些国家的道路编号的标示。

### SF Camera
SF Camera 于 2019 年 9 月 10 日在 Apple 的主题演讲中推出；Phil Schiller 在总结 iPhone 11 Pro 上的相机更新时提到了它。SF Camera 是相机应用程序的操作界面字体。与 SF Pro 不同的是，这种变体采用了更方形的设计，这能带给用户专业及工业感。它具有与 SF Compact Text 类似的图形和间距。

### SF Arabic
在 WWDC 2021 之后作为测试版发布，只有一个 TTF 字体文件。
- SF Arabic 有 9 个预设字量和可变视觉尺寸。

## 可变字体
苹果在 WWDC 2020 介绍了其 SF 的可变字体。它作为 TrueType 字体文件包含在苹果开发者网站上的安装包文件中。
- SF Pro、SF Pro Italic、SF Compact 具有可变字重及“text”和“display”之间的可变视觉尺寸。
- SF Compact Italic 具有可变字重及只有“text”视觉尺寸。
- New York、New York Italic 具有可变字重及“small”和“extra large”之间的可变视觉尺寸。
- SF Arabic 具有可变字重及可变视觉尺寸。

## SF Symbols
SF Symbols 可以指苹果操作系统中使用的符号和图标。为了符合苹果的“易于使用”和“核心功能”的目标，这些符号使用了苹果的视觉语言和统一的设计元素进行设计。他们还使用了方圆形而不是标准的圆角以获得舒适的外观，就像苹果在他们所有的设计中使用的一样。通过使用统一的符号，用户能够轻松和直观地在不同苹果设备、服务和应用程序之间交互使用。
苹果设计的符号仅作为字形包含在 SF Pro、SF Pro Rounded、SF Compact 和 SF Compact Rounded 的字体文件中，也在可变字体文件中。每个符号都有 3 种尺寸。这些符号根据选择的字重改变它们的粗细和负空间，在为可变字体无间断调整字重值时，它甚至可以无间断过渡。使用 SF Symbols （页面存档备份，存于） 应用程序可以使用更多功能，例如符号的精细对齐、多色和本地化。目前发现不同变体的符号属性似乎不统一，例如在变体之间切换时，少数符号的不同的编码排列会导致不同的符号，并且某些符号在某些变体中有难以发现的细节差异。版本 16.0d18e1
这些符号仅供第三方开发人员在苹果操作系统中开发的应用程序中使用。开发人员可以将其符号自定义所需的样式和颜色，但某些符号不得修改，只能用于代指许可说明中列出的相应的苹果服务或设备。

## 获取和使用
自推出以来，San Francisco 在其软件和硬件产品以及整体品牌推广方面逐渐取代了苹果的大部分其他字体，并从 OS X El Capitan 和 iOS 9 开始取代 Lucida Grande 和 Helvetica Neue 作为 macOS 和 iOS 的系统字体。苹果在其网站和产品字标上使用它，在那里它取代了 Myriad Pro。它也用在 2015 款 MacBook 和 2016 款 MacBook Pro 的键盘上，取代了 VAG Rounded。它也被用作苹果公司的企业字体。
苹果公司限制其他人使用该字体。它仅被授权给注册的第三方开发人员，用于为设计和开发苹果操作系统的应用程序。只有 SF Pro、SF Compact、SF Mono、SF Arabic 和 New York 变体可在开发者网站上下载，并且只有它们是被允许开发者使用的 SF 变体。
《旧金山纪事报》批评这种字体与这座城市无关，只是“低碳水化合物饮食中的 Helvetica”。